# 四方台区
四方台区是黑龙江省双鸭山市下辖的一个市辖区。區人民政府駐振興中路街道。

## 行政区划
下辖4个街道、1个镇。
振兴中路街道、振兴东路街道、集贤街道、东荣街道和太保镇。

## 人口
根據第七次人口普查數據，截至2020年11月1日零時，四方台區常住人口為39550人。